# Otto Blixenkrone-Møller
Otto Blixenkrone-Møller (født 27. april 1912 på Agersø, død 26. januar 2006) var en dansk general og forsvarschef 1. december 1972 – 30. april 1977.
Han var søn af proprietær Johan Herman Wessel Blixenkrone-Møller og Marie Kathrine Hansen. "Blix" gik som ung ind i Forsvaret. Han blev uddannet på Hærens Officersskole 1936-38 og ved geodætisk kursus 1940-41. Han forrettede tjeneste i Den Kongelige Livgarde, Geodætisk Institut, Hærens Efterretningstjeneste og Krigsministeriet. I løjtnantstiden som efterretningsofficer under Besættelsen indgik han fra 1943 med i en militær modstandsgruppe under Den lille Generalstab, ligesom han i årene efter krigen prægede Forsvarets genopbygning frem mod Danmarks NATO-medlemskab. I 1946-47 var han på generalstabskursus.
Han forrettede militærdiplomattjeneste flere steder i udlandet, bl.a. i det allierede NATO-hovedkvarter i Oslo 1951-53, som militærattaché i Washington D.C. og Ottawa, og som medlem af den danske delegation ved Standing Group, Washington 1953-56.
Blixenkrone-Møller blev oberstløjtnant 1955, bataljonschef ved Falsterske Fodregiment, chef for Hærstabens operationsafdeling 1959-61, oberst og chef for region IV og Fynske Livregiment 1961, generalmajor og chef for Hærstaben 1963, generalløjtnant og chef for Hæren 1967 og endelig general og forsvarschef 1972. I 1977 gik han på pension.
I sit seniorliv gik Blixenkrone-Møller ind i rederiet A.P. Møller, hvor han satte præg i en ny karriere som rådgiver.
Han modtog Storkorset af Dannebrogordenen, Kong Frederik IX's Mindemedalje, Hæderstegnet for god tjeneste ved Hæren, Reserveofficersforeningen i Danmarks Hæderstegn og flere udenlandske ordener.
Han blev gift 1938 med Grethe Fenger (f. 5. april 1914 i København), datter af højesteretssagfører J.F. Fenger og hustru Edith Harriet f. Mygge.